# Fressac
Fressac is een gemeente in het Franse departement Gard (regio Occitanie) en telt 107 inwoners (2009). De plaats maakt deel uit van het arrondissement Le Vigan.

## Geografie
De oppervlakte van Fressac bedraagt 5,8 km², de bevolkingsdichtheid is dus 18,4 inwoners per km².
De onderstaande kaart toont de ligging van Fressac met de belangrijkste infrastructuur en aangrenzende gemeenten.

## Demografie
Onderstaande figuur toont het verloop van het inwonertal (bron: INSEE-tellingen).